# مقاومة مضادات الميكروبات في أستراليا
تقتل مقاومة مضادات الميكروبات (AMR) حوالي 1600 شخص كل عام في أستراليا. ويعتبر هذا تهديداً خطيراً للإنسان والحيوان في هذا البلد. تحدث مقاومة مضادات الميكروبات عندما تتطور الكائنات الحية الدقيقة (أي الفطريات والبكتيريا والفيروسات) وتكتسب القدرة على أن تصبح أكثر مقاومة أو مقاومة تمامًا للدواء الذي تم استخدامه سابقًا لعلاجه. تزداد صعوبة علاج البكتيريا المقاومة للأدوية، وتتطلب أدوية بديلة أو جرعات أعلى قد تكون أكثر تكلفة أو أكثر تسمماً. يمكن أن تتطور المقاومة من خلال إحدى الآليات الثلاث: قدرة المقاومة الطبيعية في بعض أنواع الكائنات الحية الدقيقة، طفرة في الجينات أو تلقي المقاومة من أنواع أخرى. تظهر الأجسام المضادة بشكل طبيعي بسبب الطفرات العشوائية، أو في كثير من الأحيان بعد التراكم التدريجي بمرور الوقت، وبسبب تعاطي المضادات الحيوية.
مقاومة الأدوية المتعددة، أو MDR ، هي الكائنات الحية الدقيقة التي تقاوم العديد من أنواع مضادات الميكروبات. "Superbugs" هو المصطلح المستخدم أيضًا للميكروبات المقاومة للأدوية، أو المقاومة للأدوية تمامًا (TDR).

## الاسباب

### إساءة استخدام مضادات الحيوية (الميكروبات)
في أكتوبر/تشرين الأول 2017، أفادت الحكومة الأسترالية أن الأستراليين كانوا يستخدمون المضادات الحيوية بشكل زائد. في عام 2015، قام الأطباء الأستراليون بتوزيع أكثر من 30 مليون وصفة مضادة للميكروبات عبر مخطط المنافع الصيدلانية (PBS) أو عبر البرامج الاذاعية. عندما يٌستخدم مضادات الميكروبات لقتل الميكروبات، فإن مجموعة صغيرة من الميكروبات تبقى على قيد الحياة. بعضها يكتسب المناعة، ومع تزايد أعداد مضادات الميكروبات من نفس النوع المأخوذة، تبدأ الكائنات الحية الدقيقة الباقية في اكتساب مقاومة لها.
يسبب سوء استخدام مضادات الميكروبات حالة اختيار طبيعية تكون فيها الباكتيريا الناجية فرصة للتكاثر وتكون مقاومتها للأدوية أكثر قوة. سيتطلب الأمر جرعة أعلى لقتل الميكروبات عندما لا تتأثر الجرعة الأخيرة بعد الآن

### طفرة جينية

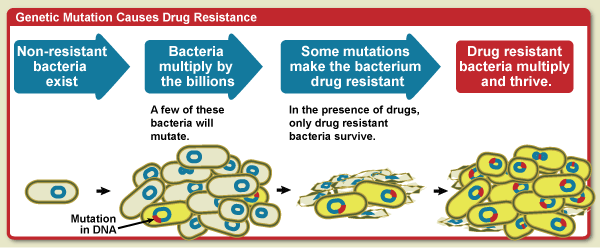
تمثل هذه الصورة كيفية حدوث طفرة جينية وتتطور إلى ميكروبات مقاومة للأدوية.

الطفرة الجينية معروفة بأنها أحد الأسباب الطبيعية لمقاومة مضادات الميكروبات. ويمكن للكائنات الدقيقة أن تتكاثر بسرعة عن طريق تكرار نفسها في كل فترة من الزمن، مما يسمح لها بالتطور والتكيف مع التغيرات في البيئة. في كل مرة تدخل فيها الميكروبات في عملية التكاثر، هناك خطر حدوث أخطاء عشوائية في عملية التكرار الجيني، تسمى الطفرة.
يمكن لهذه الطفرات أن تؤثر إيجابيا أو سلبيا على الميكروبات نفسها. ويمكن أن يعطي التحول الجيني الكائن الدقيق القدرة على التكيف، وتصبح مقاومة للمضادات الميكروبيوية التي تستخدم لقتل علاج المرض. تتكاثر البكتيريا المقاومة للأدوية ويصبح جين المقاومة مهيمناً وتصبح الباكتيريا مقاومة لمضادات الميكروبات.

### نقل جيني
الانتقال الجيني الأفقي هو عملية حيث تستطيع الكائنات الدقيقة أن تشارك الجينات الخاصة بها مع بعضها البعض. والنتيجة المعروفة لنقل الجينات هي التنوع الوراثي، وقد تكون مشكلة خطيرة عندما تكون قادرة أيضا على نقل الجينات المقاومة للعقاقير إلى بعضها البعض. البكتيريا قادرة على تبادل المعلومات الوراثية مع بعضها البعض من خلال ثلاث آليات: الاقتران والتنقل والتحول.